# Des Matrosen Heimkehr
Franz von Suppè komponierte die Oper Des Matrosen Heimkehr im Auftrag des Direktors des Hamburger Stadttheaters nach einem möglicherweise schon älteren Libretto. Der Librettist, Anton Langer, für den Suppè schon verschiedene Volksstücke etc. vertont hatte, war nämlich bereits 1879 gestorben. Das Stück trägt die Bezeichnung „romantische Oper“, wird aber nur durch eine gewissen Rührseligkeit geprägt, die ohne große Dramatik sich vorwiegend an einen lyrischen Ton hält.

## Handlung
Nach zwanzigjährigem Militärdienst zur See, zu dem er sich aus Enttäuschung über eine geraubte Geliebte verpflichtet hatte, will der Matrose Pietro in einem dalmatinischen Hafen endlich abmustern. Da bekommt er zufällig mit, wie der Bürgermeister des Hafenstädtchens den jungen Nicolo zum Kriegsdienst verpflichten will, um dessen Geliebte Jela, die sein Mündel ist und auf die er ebenfalls ein Auge geworfen hat, von ihm zu trennen. Pietro erkennt durch ein Lied, das Jela singt, dass sie die Tochter seiner inzwischen verstorbenen Geliebten Jela ist (die Anklänge an die Leichte Kavallerie sind unübersehbar). Da das Hafenstädtchen verpflichtet ist, drei neue Rekruten für die Marine zu stellen, opfert sich Pietro, indem er anstelle Nicolos erneut als Matrose anheuert.

## Musik
Wie schon bei anderen Operetten Suppès beurteilten Kritiker die Musik zu dieser Oper uneinheitlich. Suppè-Biograph Roser spricht einerseits von einer „großartigen Musik“, andererseits aber auch von „schamlosen Anleihen“ z. B. beim Fliegenden Holländer, Zar und Zimmermann oder Eine Nacht in Venedig. Die Wiener Zeitschrift Die Lyra lobte seinerzeit die „...feine Liebenswürdigkeit, anmutig fesselnde Melodik...“ welche den „...hochtrabenden Stil der großen Oper“ meide und spricht von „Vermeidung des Seichten und Gewöhnlichem“. Hierzu passt die Anmerkung Rosers, dass Suppè „[...] die Komposition von Walzern und Märschen, denen ansonsten immer der Erfolg seiner Operetten beim breiten Publikum zu verdanken war [...] vermeidet“. Dem widerspricht aber der Hamburgische Correspondent, nach dessen Urteil der Operettenstil über die „gewählte Ausdrucksweise“ zeitweilig gesiegt habe und auch das Hamburger Fremdenblatt bemängelt, dass Suppé speziell im zweiten Akt fortschreitend in den Operettenton verfalle.
Die sog. „schamlosen Anleihen“, die Roser in seiner Beschreibung auch einzeln benennt, sollten allerdings relativiert werden. Als Beispiel soll die Buffo-Arie des Bürgermeisters dienen. Diese ist gewiss bereits in Langners Text als Gegenpol zur Arie des van Bett aus Zar und Zimmermann angelegt. Suppès Musik dazu ist aber alles andere als eine Nachahmung. Was bei Lortzing als köstlich humorvolle Angeberei parodiert wurde, wird hier als ernstgemeinte Überheblichkeit des Protagonisten vorgeführt.
Inzwischen gibt es von dieser Oper eine Gesamtaufnahme auf CD (siehe Diskografie). Die Kritik zu dieser CD beschreibt die Musik, nachdem sie zuvor das Libretto in Bausch und Bogen verdammt hat, in aller Kürze wohl am Treffendsten: „Das Verdienst der Aufnahme ist es eindeutig, ein komplett bühnenuntaugliches Werk mit teils überraschend schöner Musik wieder restauriert und akustisch zugänglich gemacht zu haben.“ Apropos „bühnenuntauglich“: Paradoxerweise geht die CD-Aufnahme auf eine Open-Air-Aufführung in Rijeka zurück und davor gab es bereits 2013 eine eigene Produktion auf der Bühne anlässlich des Sommer-Festivals in Split 2013. Von dieser Aufführung gibt es auf YouTube ein Video in zwei Teilen.

## Diskografie
1. Il Ritorno del Marinato, Gesamtaufnahme, Label cpo, DDD, 2016